# Aph Ko
Aph Ko és una escriptora, activista vegana i productora de mitjans digitals nord-americana. És autora del llibre Racism as Zoological Witchcraft: A Guide to Getting Out (2019), coautora d'Aphro-ism: Essays on Pop Culture, Feminism, and Black Veganism from Two Sisters (2017) juntament amb la seva germana i creadora del lloc web Black Vegans Rock.

## Infància i educació
Ko té una germana gran, Syl. Ko es va fer vegetariana a l'institut. Té un Grau en Estudis de Dones i Gènere i un Màster en Estudis de Comunicació/Multimèdia.

## Filosofia
Ko creu que el "racisme utilitza l'animalitat com a vehicle per oprimir qualsevol ésser que no es consideri "humà". S'oposa a les comparacions que es fan sovint entre l'explotació animal i l'esclavització dels humans. Segons el Centre de Dret Animal del Regne Unit, "Ko anima els seus lectors a reflexionar: la violència contra els animals no és equivalent a la violència que experimenten les persones de color per part de la classe racial dominant.", més aviat "els dos són víctimes del projecte d'"animalitat", que històricament i contemporàniament forma part de la nostra pròpia condició". Argumenta que, així, "es reconeix que la crueltat de la supremacia blanca no es limita a les persones de color".

## Black Vegans Rock
Com a resposta a l'opinió popular que diu que només els blancs són vegans, Ko va crear una llista de 100 vegans negres i un lloc web, Black Vegans Rock. El Huffington Post va assenyalar l'any 2016 que, "quan cerques la frase "gent vegana" a Google s'obtenen moltes imatges, principalment de persones blanques joves que somriuen" i que la primera imatge d'una persona de color era la foto d'una nena famolenca amb el títol "Quan tu menges carn, ella no menja", que va emmarcar el tema com un dels privilegis blancs rics. Ko pretenia que la llista i el lloc web "canviessin la narrativa general" que el veganisme no era per als negres. El 2019, PETA va dir a través del seu lloc web que Ko "ha fet possiblement més accions per donar veu als vegans negres que qualsevol altre mitjà de comunicació actual".

## Llibres
És autora de Racism as Zoological Witchcraft: A Guide to Getting Out, que va ser descrit pel Centre per a la Llei Animal del Regne Unit com un llibre que "Estableix la connexió entre la supremacia blanca i l'ús d'animals i insta a una nova forma de resistència. En lloc d'adoptar un enfocament interseccional, on els dos moviments separats suposadament "es troben", Ko postula un angle multidimensional que reconeix la inextricabilitat de les ideologies des del principi."
És coautora amb la seva germana, Syl Ko, d'Aphro-ism: Essays on Pop Culture, Feminism, and Black Veganism from Two Sisters. Aphro-ism va ser descrit pel Black Youth Project com una obra que "conceptualitza el veganisme d'una manera que descentra les persones blanques i critica la intersecció del colonialisme, el pensament racial i l'animalitat". Segons Black Youth Project, "Les germanes Ko argumenten que l'animalitat és un concepte eurocèntric que ha contribuït a l'opressió de qualsevol grup que s'aparta de l'ideal supremacista blanc de ser: l'Homo sapiens blanc".

## Premis
- Premi al canvi antiracista de l'any 2015, Sistah Vegan Project[4]

## Vida personal
Ko viu a Florida.